# El quart àngel
El quart àngel (títol original: The Fourth Angel) és una pel·lícula britànico-canadenca dirigida per John Irvin, estrenada l'any 2001. És l'adaptació de la novel·la The Fourth Angel de Robin Hunter (el pseudònim de Robin Neillands) apareguda l'any 1985. Ha estat doblada al català

## Argument
Jack Elgin (Jeremy Irons), un periodista londinenc sense història, marxa de viatge amb la seva dona, Maria (Briony Glassco), i els seus 3 fills. En una escala imprevista, l'avió, en el qual han embarcat, és desviat per terroristes eslaus amb fins polítics. La presa d'hostatges va malament i Jack assisteix, impotent, a l'assassinat de la seva esposa i de les seves filles. Ell i el seu fill més jove fill han la vida salva i és per a aquest últim i la memòria dels seus que Jack va a batre's. La investigació és arxivada i els homicides són alliberats. Això no permet cap recurs jurídic per anar en contra d'aquests perillosos criminals. Per venjança, intenta, per tots els mitjans, d'enxampar-los. Jack troba en Davidson (Jason Priestley), un jove diplomàtic americà; i Kate Stockton (Charlotte Rampling), una amiga periodista; una ajuda preciosa a les seves investigacions. Jules Bernard (Forest Whitaker); un agent de l'FBI investiga sobre aquest afer i sospita que Jack vol fer justícia.

## Repartiment
- Jeremy Irons: Jack Elgin
- Forest Whitaker: Agent Jules Bernard
- Jason Priestley: Davidson
- Briony Glassco: Maria
- Charlotte Rampling: Kate Stockton
- Lleis Maxwell: Olivia
- Timothy West: Jones
- Joel Pitts: Andrew Elgin
- Anna Maguire: Joanne Elgin
- Holly Boyd: Julia
- Kal Weber: Kulindos
- Ian McNeice: Lewison, oficial de l'MI5
- William Armstrong: Perry
- Garrick Hagon: Duguay
- Serge Soric: Ivanic Loyvek
- Ivan Marevich: Karadan Maldic
- Dorin Rimbu: Milos Zderiko
- Joerg Stadler: Anton Kostic
- Julian Rivett: Sasha Polenkow
- Michael Sarne: Leo Hasse
- Yuri Stepanov: Dusan
- Peter Majer: Mirostav Matanovic
- Kate Fahy: Gail, el secretari de Jack
- Badi Uzzaman: Dr. Mackay
- John Ioannou: General Patakis
- Patrick Watson: Ambaixador americà